# FASTRAD

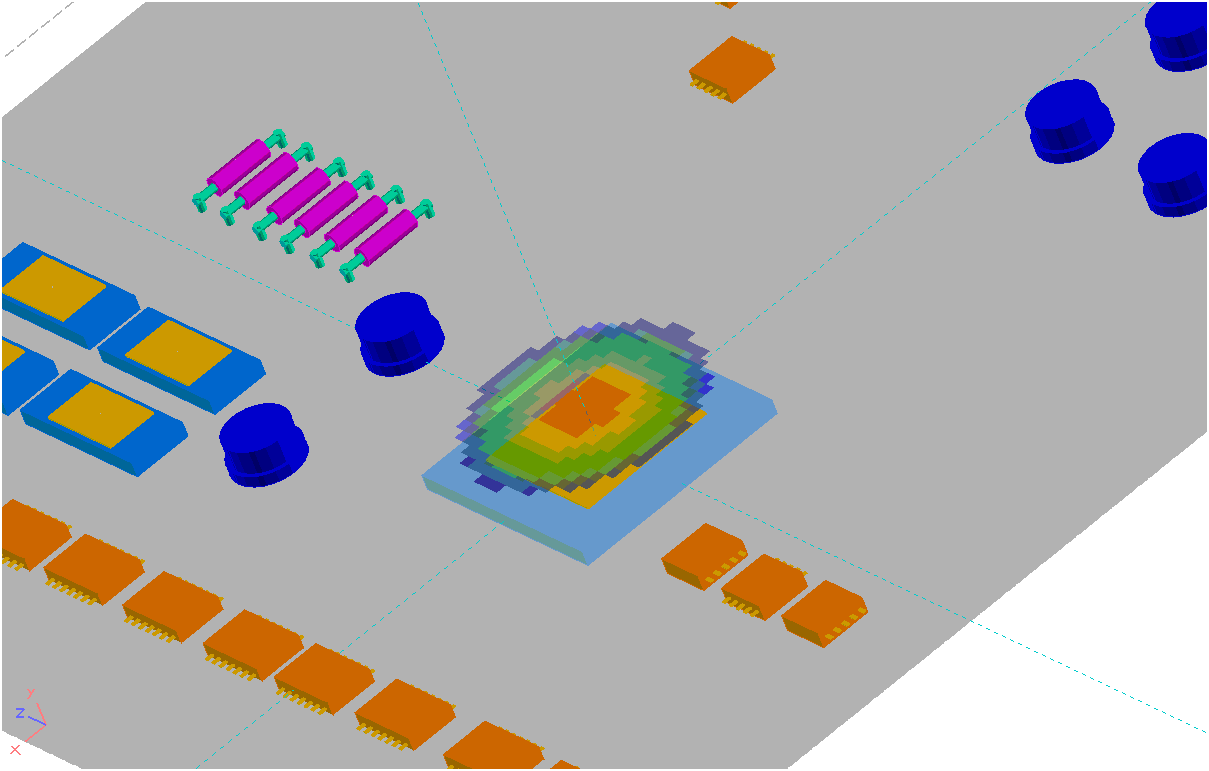
Fig. 2) Screenshot of the FASTRAD tool during a complete satellite analysis (CNES courtesy)

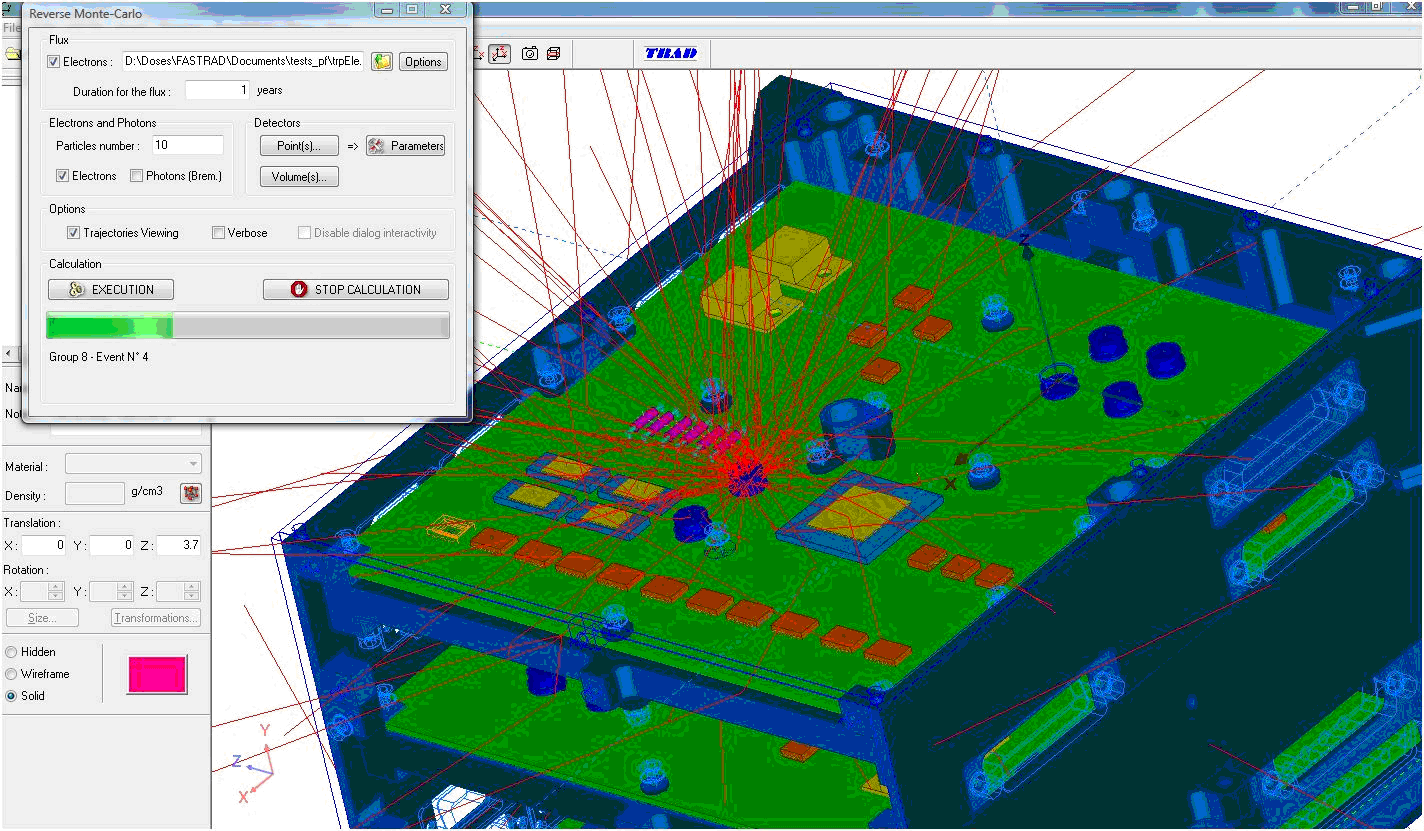
Fig. 3) Screen shot of the electron tracks during reverse Monte Carlo calculation on an electronic equipment.

 FASTRADは、放射線の影響（線量と変位損傷）を計算するためのツールである。

## 解説
電子機器に対する放射線の影響を計算する。このツールには、3Dモデリングインターフェイスが含まれている。
高エネルギー物理学、原子核実験、医療、加速器、宇宙物理学の研究などの応用分野もある。このソフトウェアは、主に放射線技術者が使用する。そのため必ずしも CAD アプリケーションに対しての経験もしくは知識をあまり持っていないエンジニアにも使いやすいソフトウェアである。このユーザーフレンドリーなインターフェースは、シンプルな機能を使用して 3D 放射線モデルを構築するために開発されています。目的は、放射線解析に多くの時間が使えるようにモデリング時間を最小限に抑えたいエンジニアのための CAD ソフトウェアを提供することである。